# Deliqüescència
La deliqüescència és la propietat que tenen certs cossos d'absorbir la humitat de l'aire i dissoldre-s'hi.
Els cossos que presenten deliqüescència s'anomenen deliqüescents.

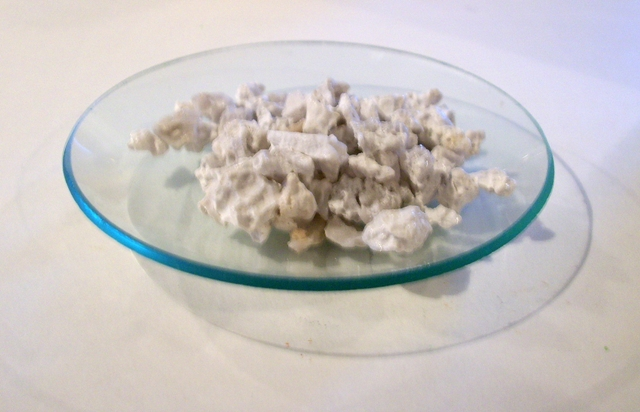
Clorur de calci, CaCl₂, que ha començat a dissoldre's

Si una substància és molt soluble en aigua, aleshores les seves dissolucions concentrades (que no segueixen la llei de Raoult) poden tenir una pressió de vapor inferior a la pressió de vapor present en l'aire. En posar en contacte aquesta dissolució amb l'aire no s'evaporarà sinó que absorbirà humitat de l'aire, diluint la dissolució, fins que la pressió de vapor d'aquesta sigui igual a la pressió de vapor de l'aigua en l'aire en contacte amb la dissolució. Evidentment en atmosferes seques, que no tenen vapor d'aigua, no es produeix aquest fenomen.
Tots els sòlids tendeixen a adsorbir damunt de la seva superfície una petita quantitat d'aigua de l'aire, que queda retinguda per forces de van der Waals. Aquesta aigua dissol una petita quantitat del sòlid formant una pel·lícula de dissolució saturada que recobreix el sòlid. Si el sòlid és molt soluble, la pel·lícula té una pressió de vapor molt petita, inferior a la del vapor d'aigua present en l'aire i absorbeix més aigua. El procés pot continuar fins que tota la substància s'ha dissolt dins l'aigua absorbida de l'aire i acaba quan la pressió de vapor de la dissolució resultant és igual a la pressió de vapor de l'aigua de l'aire. Per tant, és un fenomen on hi ha un canvi d'estat (condensació del vapor d'aigua) i una dissolució del sòlid, sense que es produeixi cap reacció química.
Exemples de sòlids deliqüescents: NaOH, MgCl₂, CaCl₂, ZnCl₂, FeCl₃, Na₂CO₃, K₂CO₃, etc.